# Benedikt Maukner
Benedikt Georg Maukner (* 8. Januar 2000 in Hamburg) ist ein französisch-deutscher Basketballspieler.

## Werdegang
Maukner war Mitglied der Spielgemeinschaft Team Bonn/Rhöndorf in der Jugend-Basketball-Bundesliga (JBBL). Im Dezember 2015 wurde er von Bundestrainer Alan Ibrahimagic in die deutsche U16-Nationalmannschaft berufen.
2016 wechselte er in den Nachwuchsbereich des französischen Vereins Olympique d’Antibes und wurde 2019 in die Zweitligamannschaft aufgenommen. In der Saison 2019/20 bestritt er elf und 2020/21 sechs Spiele für Antibes in der zweithöchsten französischen Liga, LNB Pro B.
Ende Juli 2021 vermeldete der deutsche Zweitligist Nürnberg Falcons BC Maukners Verpflichtung. Er blieb bis zum Ende der Saison 2021/22 bei den Franken und erzielte in 24 Zweitligaspielen eine Gesamtzahl von 20 Punkten.